# Gornje Mrzlo Polje Mrežničko
Gornje Mrzlo Polje Mrežničko je naselje u Republici Hrvatskoj, u sastavu Grada Duge Rese, Karlovačka županija. Stanovnici skraćeno nazivlju svoje mjesto kao Gornje Mrzlo Polje. Ovo mjesto ima najdulji naziv od svih naselja u Hrvatskoj.

## Stanovništvo
Prema popisu stanovništva iz 2001. godine, naselje je imalo 651 stanovnika te 203 obiteljskih kućanstava. Do 1900. selo je bilo iskazivano pod imenom Mrzlo Polje Gornje. Od 1910. do 1948. je sadržavalo podatke za naselje Donje Mrzlo Polje Mrežničko.
| broj stanovnika | 227   | 244   | 273   | 311   | 311   | 768   | 726   | 988   | 1030  | 579   | 763   | 1138  | 637   | 702   | 651   | 617   | 544   |
|                 | 1857. | 1869. | 1880. | 1890. | 1900. | 1910. | 1921. | 1931. | 1948. | 1953. | 1961. | 1971. | 1981. | 1991. | 2001. | 2011. | 2021. |